# 團伊玖磨
團伊玖磨（1924年4月7日—2001年5月17日），日本作曲家，出生於東京一個顯赫的貴族家庭，1942年起在東京藝術大學學習。他的老師包括山田耕筰、諸井三郎和橋本國彥等人。1951年完成著名歌劇《夕鶴》（劇本由木下順二創作），並於1952年初首演。1953年與作曲家芥川也寸志、黛敏郎組成“三人之會”。團伊玖磨長期致力於日中文化交流，曾訪華六十餘次，直到2001年在蘇州病逝。逝世次日，李瑞環電唁致哀並高度評價，稱讚其爲「中國人民的老朋友」。團伊玖磨的作品數量較多，重要作品包括歌劇《夕鶴》《楊貴妃》、六部已完成的的交響曲、《絲綢之路》組曲、《阿拉伯紀行》組曲、《祝典進行曲》、交響幻想曲《萬里長城》、序曲《東京奧運會》，以及動畫《蠟筆小新》中經常出現的歌曲《大象》等。

## 家族
團伊玖磨其父為團伊能男爵，其祖父為三井財閥掌門人團琢磨男爵。
第一任妻子為女高音桑原瑛子，兩人所生長男團名保紀是西洋美術史家及群馬大学教授。第二任妻子為鋼琴家藤枝和子，兩人所生次男團紀彥為建築師。團紀彥的女兒團遙香為演員、電視藝人。